# Maler von Florenz 1 B 45
Der Maler von Florenz 1 B 45 war ein griechischer Vasenmaler, der Ende des 6. oder sehr früh im 5. Jahrhundert v. Chr. in Athen tätig war.
Der Maler von Florenz 1 B 45 gehörte zu den frühen Vasenmalern des rotfigurigen Stils der griechischen Vasenmalerei. Sein Stil wurde unter den zehntausenden überlieferten Vasen und Fragmenten von John D. Beazley erkannt, der ihm auch den Notnamen gab. Er gehörte in die Generation von Vasenmalern, die nach der Entwicklung des neuen Stils diesen weiter entwickelte, mit anderen Schalenmalern stand er allerdings etwas abseits der stilprägenden Pioniergruppe, die vor allem auf großen Gefäßen den Stil definierte. Benannt wurde er nach einer Schale im Archäologischen Nationalmuseum Florenz. Darüber hinaus hat ihm Beazley nur noch eine weitere Schale sicher und eine dritte Schale in die handwerkliche Nähe zugeschrieben.
Beazley schätzte die zeichnerischen Fähigkeiten des Malers von Florenz 1 B 45 nicht besonders hoch ein und stufte ihn als Teil der schwächeren spätarchaisch-rotfigurigen Vasenmaler als Mitglied der zweiten Gruppe des Coarser Wings ein. Er bezeichnete den Stil als „bösartig“ (villainous).
Werkliste
Alle Schalen zugewiesen von John D. Beazley, die dritte Schale als mit den Arbeiten des Malers von Florenz 1 B 45 vergleichbar (compare), von einem weiteren (anonymen) Forscher wurde sie Epiktetos zugeschrieben.
1. Trinkschale, aus vielen Fragmenten zusammengesetzt, mit diversen Fehlstellen; Museo Arqueológico Nacional de España, Spanien, Inventarnummer 1904; gefunden wohl in Italien; Motiv Außen A+B: Komosszene, Motiv Innen: Satyr[1]
2. Trinkschale, Fragment; Archäologisches Nationalmuseum, Florenz, Inventarnummer 1 B 45; Motiv Außen A: Frau[2]
3. Trinkschale, Fragmente; Louvre, Paris, Inventarnummer C 11259; Motiv Außen A+B: Jünglinge, die Pferde führen[3]